# Platylabus breviscutellatus
Platylabus breviscutellatus är en stekelart som beskrevs av Heinrich 1974. Platylabus breviscutellatus ingår i släktet Platylabus och familjen brokparasitsteklar. Inga underarter finns listade i Catalogue of Life.